# Koh Tonsay
Koh Tonsay (también escrito Koh Thonsáy)  es una isla de Camboya ubicada frente a la costa occidental del sur de ese país asiático, en el Golfo de Tailandia. "Koh Tonsay" significa Isla de los Conejos, y está situada cerca de la parte continental de la ciudad de Kep. 
Koh Tonsay se encuentra 4,6 km al sur de Kep y se puede llegar en barco desde el puerto de esa misma ciudad. Los turistas se sienten atraídos por sus playas de arena blanca y vistas al mar. El mar aquí es poco profundo y el fondo del mar tiene una pendiente gradual y larga, por lo que Koh Thonsay resulta ideal para la práctica de la natación. En el fondo del mar hay una variedad de corales, animales marinos y plantas que atraen a investigadores y ecologistas. 
Koh Thonsay posee 2 kilómetros cuadrados de superficie. Durante el reinado de Norodom Sihanouk, fue utilizada como un lugar para rehabilitar a los delincuentes, que también fueron utilizados para defender la isla. Las rutas para paseos a caballo, carruajes y moteles de madera con techos de paja también se construyeron durante este período. La mayor parte de esta infraestructura ha sido destruida por el tiempo y décadas de guerra. 
Hoy en día hay nuevas casas de huéspedes de bambú en la playa principal, para el disfrute de turistas camboyanos y extranjeros.  Para llegar a Isla Conejo es necesario acceder en botes particulares o alquilados. Además, hay pescadores viviendo con sus familias en la isla, ocupando las playas de todo el litoral.